# فیل جنگی

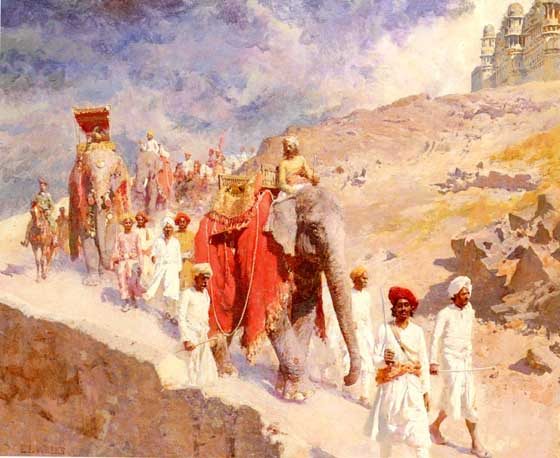
یک ارتش هندی در حال حرکت به همراه فیل‌های جنگی.

یک فیل جنگی به فیلی یا پیلی گفته می‌شده است که توسط انسان‌ها برای استفاده در جنگ تعلیم داده می‌شده‌است. کاربرد اصلی آن حمله به خطوط دشمن و ایجاد ترس در آنها بوده‌است. ابتدا در جنوب شرقی آسیا از این گونه فیل‌ها استفاده می‌شده‌است اما بعدتر به سمت غرب و دریای مدیترانه نیز کشیده شد.
با اختراع توپ و استفاده از آنها در جنگ استفاده از فیل‌ها به کاهش گرایید و در سده نوزدهم میلادی تقریباً به صفر رسید.